# San Luis (Arizona)
San Luis je město v okrese Yuma County ve státě Arizona ve Spojených státech amerických.
K roku 2007 zde žilo 23 810 obyvatel. S celkovou rozlohou 68,5 km² byla hustota zalidnění 316 obyvatel na km².